# Renault AK 90CV
Renault AK 90CV byl závodní vůz vyráběný v letech 1906 až 1908 francouzskou automobilkou Renault. Vůz byl také známý jako Renault Grand Prix de l'ACF (Automobile Club de France). Renault AK 90CV zaujímá klíčové místo v historii automobilového průmyslu a motoristického sportu jako vítěz první Velké ceny. Jeho vítězství demonstrovalo rané inženýrské dovednosti Renaultu a pomohlo upevnit reputaci společnosti v závodech.

## Popis vozu
Vůz měl čtyřválcový řadový motor z roku 1906, měl zdvihový objem 14,85 l a výkon 67 kW (90 k). U závodní verze byl výkon zvýšen na 78 kW (105 k). Model z roku 1908 měl rovněž čtyřválcový motor (vrtání 165 mm a zdvih 150 mm) se zdvihovým objemem 12 830 cm³, se kterým dosahoval maximálního výkonu 86 kW (115 k) při 1200 ot/min. Čtyřválcový motor byl složen ze dvou litinových bloků se dvěma válci, z nichž každý měl neodnímatelné hlavy. Novinkou byl vysokonapěťový zapalovací systém Bosch namísto nízkonapěťového. Ventily byly řízené shora (rozvod SV). Motor byl umístěn vpředu vozu, pohon zadní nápravy kloubovým hřídelem bez diferenciálu. Chladič byl umístěn až za motorem, což dovolilo snížit přední kapotu a zlepšit tak výhled řidiče. Kapota pro lepší přístup vzduchu ke chlazení byla opatřena drátěným výpletem zepředu i na obou bocích.
Vůz byl postaven na ocelovém žebřinovém rámu s tuhými nápravami, zavěšenými na poloeliptických podélných listových pružinách a třecích tlumičích. Bubnové brzdy byly umístěny pouze na zadní nápravě, obě nápravy byly tuhé nápravy. Pneumattiky Michelin byly obuty na loukoťových, dřevěných kolech. Palivová nádrž byla umístěna vzadu společně s náhradními koly. Dvoumístná karoserie byla bez dvířek.

## Závod na okruhu (Velká cena ACF)
Velká cena ACF je Francouzi považována za první závod automobilů typu Grand Prix na okruhu a poprvé se jela v roce 1906. Italové ovšem považují za první závod Targa Florio (1906) a Američané Vainderbiltův pohár (1904). První Grand Prix francouzského autoklubu, jak byl závod oficiálně nazván, se konala ve dnech 26.-27. června 1906. Každý den se jelo šest okruhů o délce 103,18 km, tedy celkem 1238,16 km. Trojúhelníkový okruh u města Le Mans byl nazván dle departmentu Sarthe (Circuit de la Sarthe). Trasa vedla z Le Mans do Saint-Calais, přes Vibraye a z La Ferté-Bernard se vracela k Le Mans.
Ve startovním poli 32 účastníků dominovaly francouzské vozy (Lorraine-Dietrich, Renault, Darracq, Brasier, Panhard & Levassor a Hotchkiss), které doplňovaly italské Fiaty a německé Mercedesy. Start byl v 6 hodin ráno a vozy vyjížděly v intervalech po jedné a půl minutě. Hromadný start byl v té době ještě neznámým pojmem. Vozy Renault měly startovní čísla 3A, 3B a 3C a řídili je Szisz, Edmond a Richez. První dvě kola vedl Baras (5A Brasier) před Durayem (1C Lorraine-Dietrich) a Sziszem (3A Renault). Ferenc Sziscz se ujal vedení ve třetím kole a držel ho až do šestého kola, které ukončilo první závodní den. Clément (13A Bayard-Clément) skončil druhý a Felice Nazzaro (2B FIAT) třetí.
Protože celá kola nebylo dovoleno měnit, několik pneumatik se na nerovných úsecích silnice roztrhlo a musel je vyměnit pouze jezdec a mechanik, což trvalo 10 až 15 minut na kolo. Michelin zavedl odnímatelné ráfky kol, což ušetřilo mnoho času. Výměna pneumatik se prováděla přímo na voze. Vzhledem k jejich hmotnosti 9 kg je dokázaly ve svůj prospěch využít pouze Renault, Fiat a Bayard-Clément. První den v tropickém vedru dokázalo šest kol zvládnout pouze 17 uchazečů. Vozy byly přes noc uzamčeny a hlídány v uzavřeném parkovišti, kam nikdo nemohl vstoupit.

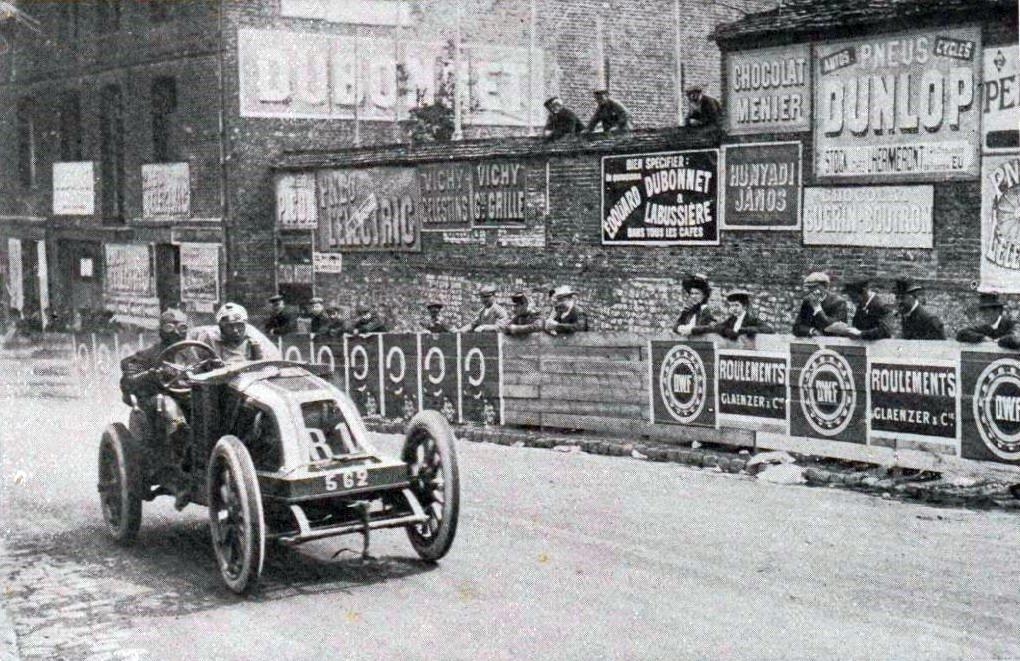
Grand Prix de l'ACF 1907, Ferenc Szisz projíždí městečkem Eu

Ráno druhého dne odstartovaly vozy v pořadí, v jakém dojely do cíle první den. Szisz si brzo vytvořil 26minutový náskok před Clémentem, Nazzaro byl třetí. Pořadí tří vedoucích vozů zůstalo stejné až do 10. kola, kdy Nazzaro postoupil na 2. místo a Clément klesl na třetí. Takto dokončili 12. kolo. Szisz po 12:14:07,0 h porazil Nazzara s Fiatem 130 HP o 32 minut a Albert Clément s vlastním vozem Clement Bayard 100 HP dojel na 3. místě. Jako pátý byl v závodě klasifikován Vincenzo Lancia na Fiatu 130 HP. Celkem do cíle dorazilo pouze 11 jezdců. Zbývající 2 vozy Renault pro poruchy do cíle nedojely. Ferenc Szisz s mechanikem Marteauem vyhrál první závod Velké ceny ACF dokončený 27. června 1906 s průměrnou rychlostí 101,195 km/h.

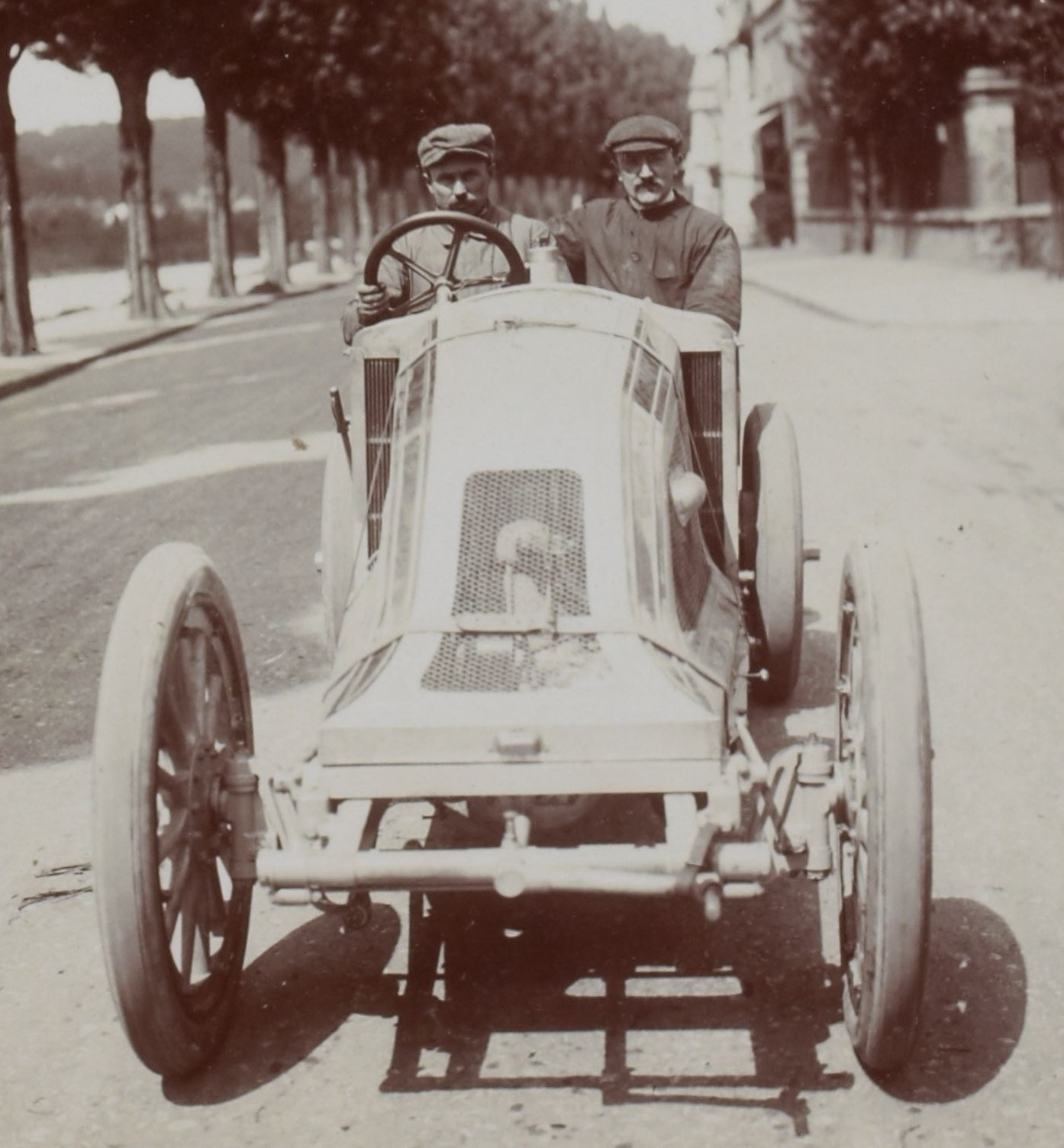
Ferenc Szisz na Renaultu při Grand Prix France 1908

## Další Velké ceny ACF
V roce 1907 automobilový klub Francie uspořádal svou Velkou cenu na 76,9 km dlouhém okruhu v Dieppe, kde se zúčastnilo 38 vozů. Zúčastnilo se 9 týmů z Francie, 2 z Itálie a po jednom z Ameriky, Belgie, Anglie, Německa a Švýcarska. Jednotlivé starty se konaly v úterý v 6 hodin ráno s minutovými intervaly. Závod se jel na 10 kol v celkové délce 769,88 km. V závodě zvítězil Felice Nazzaro na Fiatu před Ferencem Sziszem na Renaultu AK 90CV. Claude Richez na stejném voze Renault skončil na 13. místě a Henri Farman nedojel. Szicz zajel své nejrychlejší kolo v 8. okruhu v čase 39:05 min a v průměrné rychlosti 118,190 km/h.
V roce 1908 se Renaultům v závodě o Velkou cenu Francie na okruhu v Dieppe nedařilo. Nejlépe dojel Sergei Dimitriewitch na 8. místě, Gustave Caillois skončil 15. a Ferenc Szisz nedojel. V závodě zvítězil Christian Lautenschlager na Mercedesu 13,5 l. Přes tento nesporný úspěch německého vozu po vítězství ve Velké ceně Francie v roce 1908 Mercedes pozastavil soutěžní program společnosti. Další Velká cena Francie se jela až v roce 1912.